# Lubniewice (gemeente)
De gemeente Lubniewice is een stad- en landgemeente in het Poolse woiwodschap Lubusz, in powiat Sulęciński.
De zetel van de gemeente is in Lubniewice.
Op 30 juni 2004 telde de gemeente 3032 inwoners.

## Oppervlakte gegevens
In 2002 bedroeg de totale oppervlakte van gemeente Lubniewice 129,76 km², waarvan:
- agrarisch gebied: 23%
- bossen: 67%

De gemeente beslaat 11,02% van de totale oppervlakte van de powiat.

## Demografie
Stand op 30 juni 2004:
| Omschrijving                   | Totaal | Totaal | Vrouwen | Vrouwen | Mannen | Mannen |
| ------------------------------ | ------ | ------ | ------- | ------- | ------ | ------ |
| eenheid                        | aantal | %      | aantal  | %       | aantal | %      |
| inwoners                       | 3032   | 100    | 1543    | 50,9    | 1489   | 49,1   |
| bevolkingsdichtheid (inw./km²) | 23,4   | 23,4   | 11,9    | 11,9    | 11,5   | 11,5   |

In 2002 bedroeg het gemiddelde inkomen per inwoner 2049,63 zł.

## Plaatsen
Sołectwa: Glisno, Jarnatów, Rogi.
Zonder de status sołectwo : Osieczyce, Sobieraj, Wałdowice.

## Aangrenzende gemeenten
Bledzew, Deszczno, Krzeszyce, Sulęcin